# Gilletinus multicostatus
Gilletinus multicostatus är en skalbaggsart som beskrevs av Lansberge 1885. Gilletinus multicostatus ingår i släktet Gilletinus och familjen Bolboceratidae. Inga underarter finns listade i Catalogue of Life.